# Anísio de Abreu
Anísio de Abreu es un municipio brasileño del estado de Piauí. Se localiza a una latitud 9°11′22″ sur y a una longitud 43º02'45" oeste, estando a una altitud de 440 metros. Su población según el censo del IBGE en 2010 era de 9094 habitantes.